# Ilisha obfuscata
Ilisha obfuscata är en fiskart som beskrevs av Wongratana, 1983. Ilisha obfuscata ingår i släktet Ilisha och familjen Pristigasteridae. Inga underarter finns listade i Catalogue of Life.